# Guzówka-Kolonia
Guzówka-Kolonia is een plaats in het Poolse district  Biłgorajski, woiwodschap Lublin. De plaats maakt deel uit van de gemeente Turobin en telt 398 inwoners.